# Вата
Вата, туфер или једноставно вунени јастучић називи су за ваздушасти материјал направљен од влакана и коришћен у медицинске и козметичке сврхе. Изумљен је раних седамдесетих година двадесетог века и постоји у разноликим облицима и са свакојаким особинама. Прави се како од природних, тако и од вештачких материјала.

## Опште одлике
Сама вата представља специфичан материјал, прецизно описан као лабава мрежа међусобно повезаних влакана и филамената. Ниска густина тог материјала, односно његова велика запремина у односу на масу, потиче од такозване упијајуће структуре, као код сунђера.
Због такве структуре, вата се често назива и јастучићима. Састав материјала од којег се овај козметички и медицински прибор прави најчешће укључује целулозна влакна, памук, вискозу или синтетичка влакна попут полиестера. Сем хемијском анализом, састав вате може се одредити сагоревањем. Ако је дим који настане изразито непријатног мириса, она је од вештачких материјала. Насупрот томе, дим настао сагоревањем памука мање је непријатан.
У медицини, вунени јастучићи служе у сврху спречавања крварења из малих рупица насталих примањем вакцине или инјекције, при чему се морају причврстити руком или медицинском траком. Њима се, ако се претходно натопе водом, алкохолом, хидрогеном или другим дезинфекцијским средством, могу чистити ране, док није искључена ни употреба у сврху заштите ушног канала. У крајњој линији, посебна врста тупфера служи за сакупљање пљувачке ради њене анализе, док се вунени јастучићи стављају у празне бочице за лекове како би сакупљави влагу која на медикаменте иначе негативно утиче.
С друге стране, вата има широку примену на пољу козметике. Корисник је натапа течностима за отклањање бубуљица, митисера и осталих несавршености, а затим њоме трља лице. На исти начин се користе тупфери за отклањање шминке са лица, јер у супротном може доћи до разних оштећења коже насталих услед шминком затворених пора. Вунени јастучићи су меки, те се могу користити и за чишћење беба и одојчади, мада им то није примарна намена. Могу се ставити између ножних прстију приликом фарбања ноктију или се умочити у млеко и утрљати га на капке ради смањења евентуалне надутости очију. Постоји више начина на које се вата пакује. У паковању се може налазити недефинисана маса, лоптице и други облици.

## Историја
Вата у савременом облику патентирана је раних седамдесетих година двадесетог века. Први познати патент регистрован је 1973, при чему је описан као нови изум за чишћење лица и ноктију, као и замена за хигијенске штапиће (намењене чишћењу ушију и сличног). Прозвод је био пречника 57 милиметара, а популарност и велики број корисника стекао је тек средином осамдесетих. У Европи је у великој мери надмашио продајност штапића. Деведестих година је, са порастом потражње, порастао и дијапазон разних варијанти тупфера. Једна од честих савремених употреба вате јесте и скидање лака за нокте. Забележени су случајеви специфичне фобије, ирационалног страха који настаје од самог призора вунених јастучића.
Данас вате са посебним особинама нису реткост, а неке од њих су и следеће: медицинка, супермека, ултрамека, трајна, хипоалергенска, суперупијајућа, неизбељена, 100% природна, органска и она са ефектом пилинга. Венди Гленси, представница предузећа за производњу памучних артикала Јунајтед Стејтс котон, сматра да тупфери, као прибор у свакодневној употреби, не морају бити екслузивни и скупи да би били ефикасни. Такође, она као најквалитетније а уз то јефтине препоручује вунене јастучиће умерене чврстоће, не превише дебеле или упијајуће. Тиме се уштеђују козметички производи. Пожељно је проверити и да ли је памук избељен. Ако јесте, у вати се налази хлор, који није препоручљив за долазак у додир са осетљивом кожом. Сем тога, обично избељене јастучиће нижег квалитета одликује лако цепање.
Пажњу јавности је 2011. године привукла компанија Шанел, која на тржиште пласирала једне од најскупљих тупфера у историји. Наиме, тржишна цена паковања од десет комада износи двадесет америчких долара, што би било два долара по комаду. Према званичном опису, односно произвођачкој спецификацији, Шанелов „Ле котон“ (Chanel’s Le Coton) обједињује јапански дизајн, ручно брани египатски памук, као и унутрашње пуњење сачињено од лагано испреплетених еластичних аустралијских влакана. Сваки тупфер има Шанелов лого. Позвана да прокоментарише догађај, шминкерка Келси Динихан изјавила је да је трошење двадесет долара за јастучиће једноставно сувишно лудило: Да су одлични, јесу. Не остављају трагове влакана на лицу и веома су меки и нежни. Међутим, исти је случај и са тупферима који се могу купити у било којој дрогерији.